# Castranova, Dolj
Castranova este satul de reședință al comunei cu același nume din județul Dolj, Oltenia, România.